# Иоанно-Предтеченский храм (Нижние Серги)

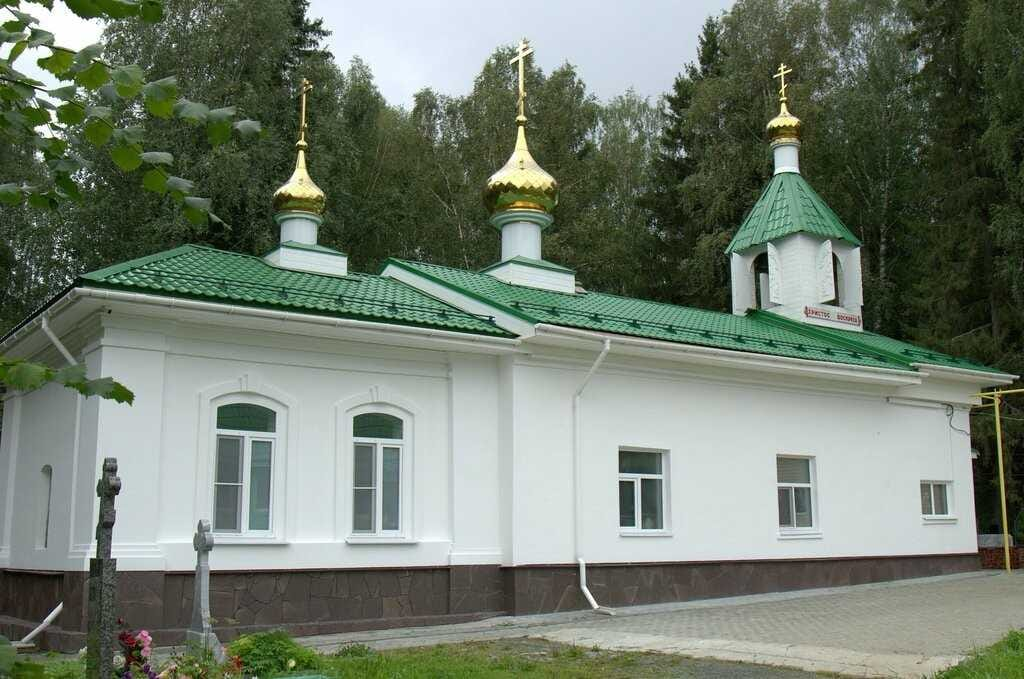
Иоанно-Предтеченский храм, г. Нижние Серги

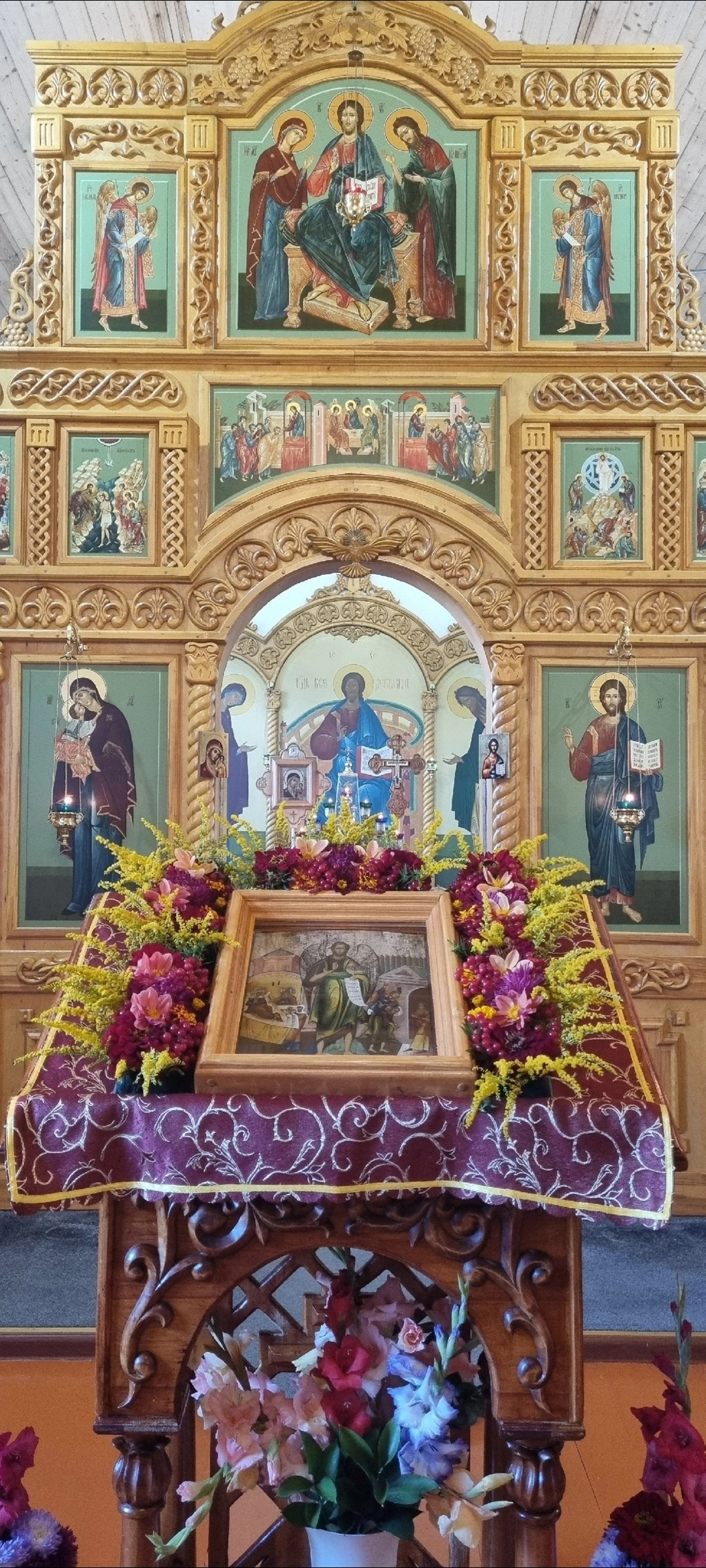
Храм во имя Иоанна Предтечи, г. Нижние Серги

Иоанно-Предтеченский храм — храм в городе Нижние Серги. Был построен рядом с кладбищем в 1903 году. Вначале это была каменная часовня, освящённая в честь Рождества пророка Иоанна Предтечи. В то время в Нижних Сергах была основанная в 1782 году Свято-Троицкая церковь, которую снесли в 1930 году. Позже, в 1907 году, была построена Крестовоздвиженская церковь, которую 1935 году закрыли.
Церковь во имя пророка Иоанна Предтечи располагается на кладбище. Поначалу там служили панихиды, отпевали усопших, а после закрытия Свято-Троицкого и Крестовоздвиженского храмов и все богослужения: литургию, крещение и т. д. По имеющимся данным первым настоятелем храма в 1936 году был протоиерей Михаил Гольев. 2 ноября 1937 года он был приговорён к расстрелу вместе с протодиаконом Иоанно-Предтеченской церкви Георгием Кузьмичом Грязных.

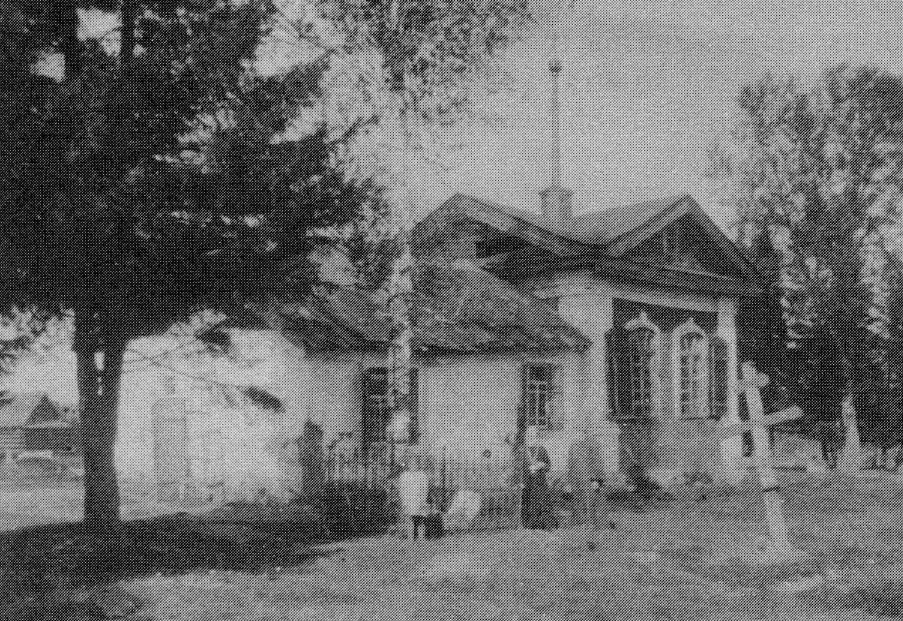
Храм Иоанна Предтечи в начале 50-х годов 20-го века

В 1951 году церковь была отремонтирована. Ориентировочно в это время была возведена центральная часть храма. В 1985 году к зданию храма была пристроена ещё одна часть, в которой раньше размещалась церковная лавка и трапезная. В 2011 году была пристроена колокольня, а к началу 2014 года проведена реконструкция алтарной части храма.
В начале 2018 года началась масштабная реконструкция храма: восстановлена колокольня, полностью отреставрирована крыша, фундамент и стены храма, заменены окна и электропроводка, установлены маковки с крестами, а также штукатурены и покрашены стены. Участие в реконструкции храма принимали как жители города так и все неравнодушные люди.
Иоанно-Предтеченский храм не закрывался на протяжении XX столетия.
На приходе регулярно совершаются богослужения: вечерние богослужения, Божественная Литургия, крещения, венчание, отпевания.
При храме действует воскресная школа для детей, а также трапезная для всех прихожан.
Приход, по мере возможности, помогает малоимущим, многодетным семьям.